# 施道安
施道安MP（生於1985年或1986年）是加拿大一位醫生、公務員和政治家，他自2025年起在加拿大國會下議院代表基秦拿南—希斯伯勒選區，亦是該選區第一位保守黨籍的國會議員。2021年至2023年，他曾擔任安大略省西南部哈爾迪曼德縣和諾福克縣的代理醫官。   

## 早年生活和職業生涯
施道安生於基秦拿，在希斯伯勒社區長大。他的祖先是來自前南斯拉夫巴納特地區的羅馬尼亞裔難民。
2008年，施道安獲得西安大略大學舒立克醫科及牙科學院的醫學士學位。他於2012年獲得內科執業資格，並於2013年獲得深切治療執業資格。施道安於2013年加入麥馬士達大學米高·G·迪高德醫學院，並在其滑鐵盧校區教授醫學。2019年至2021年，施道安也以醫學助理教授的身分受聘於女王大學。施道安曾擔任貴湖全科醫院深切治療部主任，並在格蘭河醫院和京士頓全科醫院皆享有特權。

## 參政
2023年11月，施道安宣佈自己正式成為基秦拿南—希斯伯勒選區的保守黨候選人。他在2025年加拿大聯邦大選中擊敗了自由黨時任議員Valerie Bradford，從而成為第一個代表該選區的保守黨人。